# 클라이언트 리스트 (드라마)
클라이언트 리스트(The Client List)는 2012년부터 2013년까지 방영된 텔레비전 드라마로, 동명의 텔레비전 영화를 원작으로 한다.